# Buffalo (varumärke)

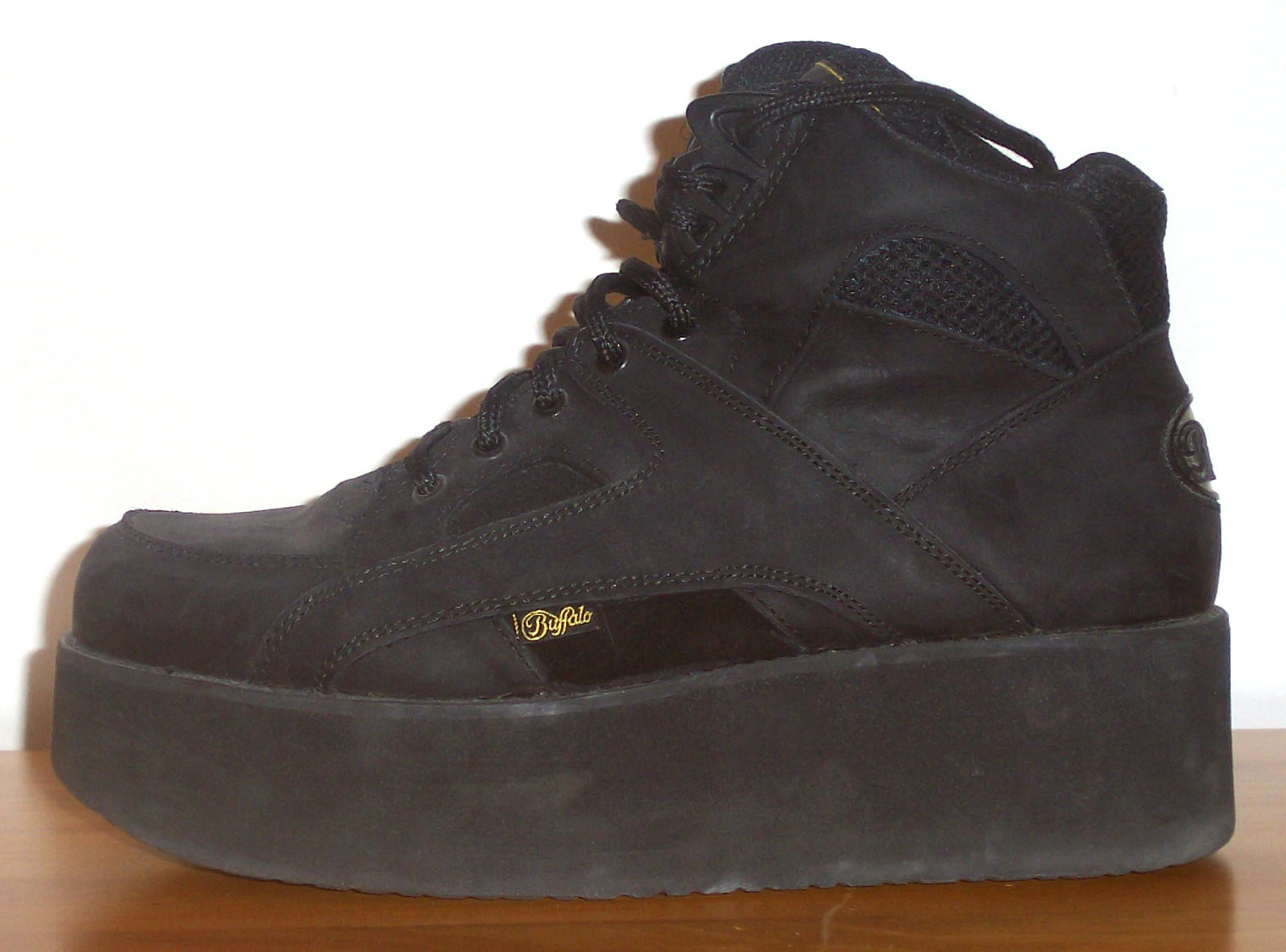
Buffalo platåkänga.

Buffalo var en sko av typen platå som var mycket populär under den senare delen av 1990-talet. Den användes främst av tjejer men modellen var av typen unisex.